# Picotpaulit
Picotpaulit ist ein sehr selten vorkommendes Mineral aus der Mineralklasse der Sulfide und Sulfosalze. Es kristallisiert im orthorhombischen Kristallsystem mit der chemischen Zusammensetzung Tl2FeS3 und bildet bis zu zwei Millimeter große pseudohexagonale bronzefarbene Platten.

## Etymologie und Geschichte
Das Mineral wurde erstmals 1970 von Zdenek Johan, Roland Pierrot, Henry-Jean Schubnel und Francois Permigneat in Allchar in Mazedonien gefunden. Sie benannten es nach dem französischen Mineralogen Paul Picot.

## Klassifikation
In der Systematik nach Strunz wird Picotpaulit zu den Metallsulfiden mit einem Verhältnis von Metall zu Schwefel, Selen oder Tellur von 1:1 gezählt. Nach der 8. Auflage bildet dabei zusammen mit Raguinit eine Gruppe. In der 9. Auflage bildet es ebenfalls mit Raguinit eine Untergruppe der Sulfide mit Zink, Eisen, Kupfer oder Silber.
In der Systematik nach Dana bildet es mit Sternbergit eine Untergruppe der Sulfide, Selenide und Telluride mit der Zusammensetzung Am Bn Xp, mit (m+n):p=1:1.

## Bildung und Fundorte
Picotpaulit bildet sich unter hydrothermalen Bedingungen zusammen mit anderen Thallium- und Arsen-Mineralen. Es ist vergesellschaftet mit Realgar, Lorándit, Raguinit und Pyrit.
Vom sehr seltenen Mineral sind nur wenige Fundorte bekannt. Neben der Typlokalität fand man Picotpaulit nur noch in Nanhua  in der chinesischen Provinz Yunnan.

## Kristallstruktur
Picotpaulit kristallisiert im orthorhombischen Kristallsystem in der Raumgruppe Cmcm (Raumgruppen-Nr. 63) mit den Gitterparametern a = 9,083(6) Å, b = 10,754(6) Å und c = 5,412(4) Å sowie vier Formeleinheiten pro Elementarzelle.
Die Struktur vom Picotpaulit gehört zum CsCu2Cl3-Strukturtyp und Picotpaulit ist isotyp mit Rasvumit (KFe2S3) und Pautovit (CsFe2S3).
Die Eisenionen sind tetraedrisch von vier Schwefelanionen umgeben. Diese FeS4-Tetraeder sind über Ecken (gemeinsame S-Anionen) zu Doppelketten verknüpft, die sich entlang der c-Achse erstrecken. Die Fe-Fe-Abstände entlang dieser Doppelketten sind mit rund 2,7 Å recht klein, was auf starke Wechselwirkungen  schließen lässt (Fe2+-Fe3+- Elektronenaustausch). Die mittlere Ladung der Fe-Ionen wir mit +2,5 angegeben.
Die einfach geladenen Taliumionen (Tl−) sind von 10 S-Ionen in Form eines quadratischen Antiprismas mit angrenzenden trigonalen Prisma umgeben. Diese TlS10-Polyeder bilden Zickzackketten in Richtung der c-Achse und verknüpfen die FeS4-Doppelketten miteinander.